# De Studio

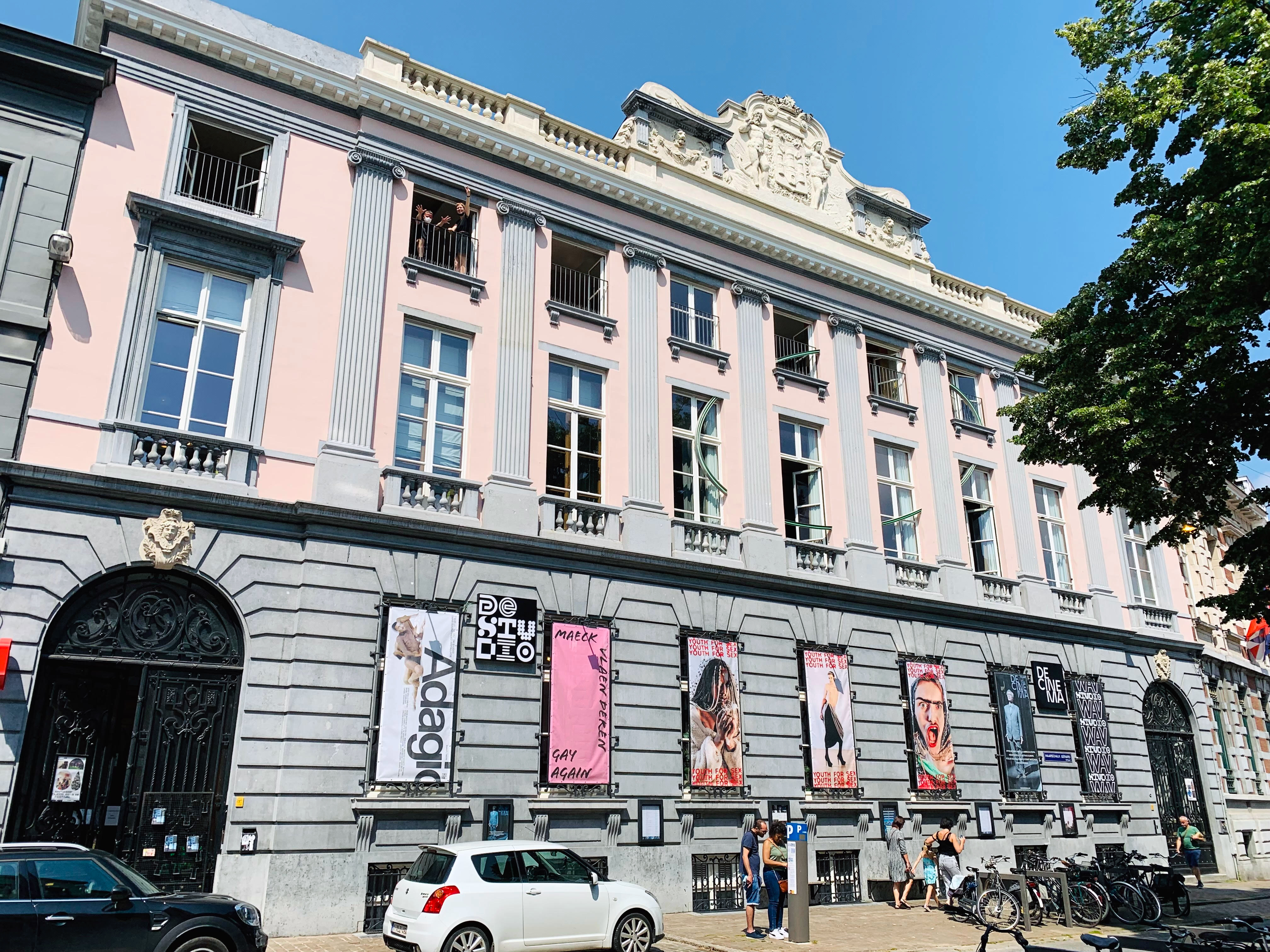
Voorgevel van De Studio

De Studio is een historisch gebouw gelegen aan het Mechelseplein in Antwerpen, dat tegenwoordig dienstdoet als kunstenhuis. Oorspronkelijk gebouwd als adellijk stadspaleis werd het later een hotel, een bank en een acteerschool (Studio Herman Teirlinck). Het gebouw, gelegen in de bruisende Antwerpse theaterbuurt, wordt sinds 2011 uitgebaat door kunstenhuis De Studio dat het omtoverde tot een culturele hotspot.  

## Kunstenhuis
De Studio biedt een dynamische ontmoetingsplek voor een jong publiek (0 tot 30 jaar), waar zij in contact komen met kunst, cultuur en media. Het kunstenhuis legt daarbij nadruk op de stedelijke en maatschappelijke context, met speciale aandacht voor de kwetsbare positie van jongeren en kunstenaars. De oorspronkelijke vestiging van het kunstencentrum Villanella, de voorloper van De Studio, bevond zich in hetzelfde gebouw. 

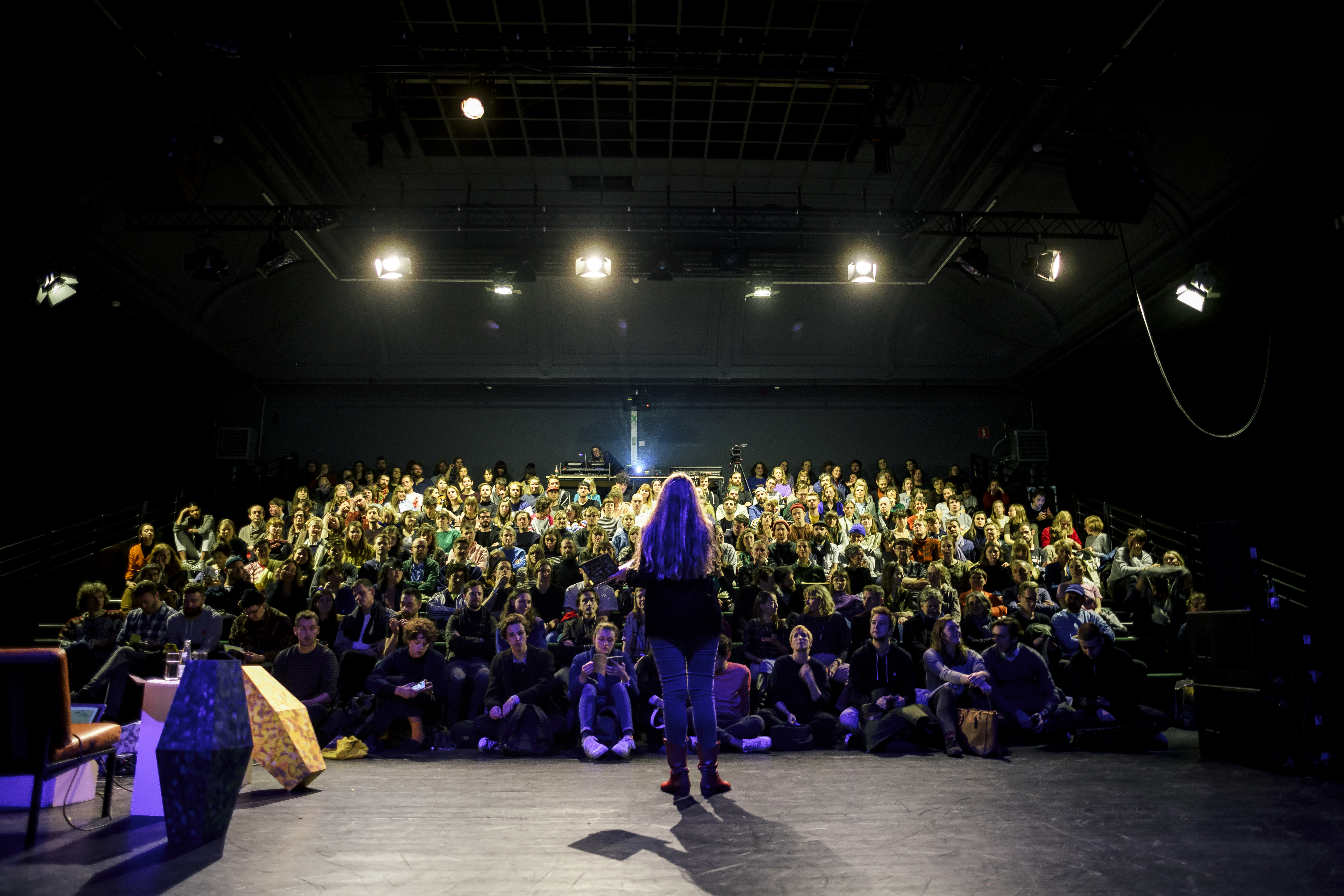
De grote zaal in De Studio

Het kunstenhuis is zo georganiseerd dat men van theaterzaal naar partyclub naar kunsthal naar congresruimte kan transformeren. De Studio fungeert als een platform waar jonge mensen de ruimte krijgen om hun verhalen te delen. Diverse theatergezelschappen, makers, spelers, curatoren en kunstenaars vinden hier een podium om gedurfde dromen om te zetten in niet-alledaagse creaties. 
In het gebouw bevindt zich ook De Cinema, ontstaan uit de samenwerking tussen het M HKA en De Studio. Het filmprogramma omvat niet alleen meesterwerken uit de filmgeschiedenis, maar belicht ook de relevante cinema van nu en de klassiekers van morgen. 

## Geschiedenis

### Stadspaleis
Het gebied rond de Maarschalk Gérardstraat was al langer volgebouwd, maar de bouwgeschiedenis van De Studio zelf gaat terug tot 1780, toen Baron François-Joseph van Ertborn er zijn stadspaleis liet optrekken. Hij behoorde tot de rijke bankiers- en juristenfamilie, van Ertborn en was gehuwd met Jeanne van de Werve die het oorspronkelijk gebouw had geërfd. Zij was de dochter van Graaf Charles Philippe van de Werve en Marie-Anne de Prêt. 
François-Joseph van Ertborn liet er een stadspaleis volgens de laatste mode bouwen.
Omwille van stilistische kenmerken en de banden van van Ertborn met de vrijmetselarij vermoedt men dat het toenmalige paleis een creatie was van de Franse neoclassicistische architect Barnabé Guimard.
Het gebouw in zijn huidige vorm vertoont nog veel elementen die typisch zijn voor een neoklassiek stadspaleis zoals de koetspoort met ontvangsthal op de bel-etage en de ruime tuin. Het bevatte oorspronkelijk twee salons waarvan de eerste uitkeek over het Mechelseplein en de tweede over de tuin. De laatste is de nog steeds in haar oorspronkelijke vorm te bewonderen en heeft een rotonde met een rijkelijk uitgewerkt decoratie bestaande uit onder meer Korinthische zuilen, parket, marmeren schoorsteenmantels, spiegels en supraportes. Het geheel is een goed voorbeeld van de style à la grecque of style à l'antique.

### Bank
In 1820 werd het hôtel van Ertborn gekocht door Petrus-Jospeh de Caters, bestuurder van de Antwerpse bank C.J.M. de Wolf en tijdlang burgemeester van Berchem, om te dienen als woonhuis en hoofdzetel van de bank. In 1882 werd de bank omwille van financiële problemen omgevormd tot de naamloze vennootschap Société Anonyme Banque de Wolf, maar ze bleef het gebouw gebruiken.

### Hotel

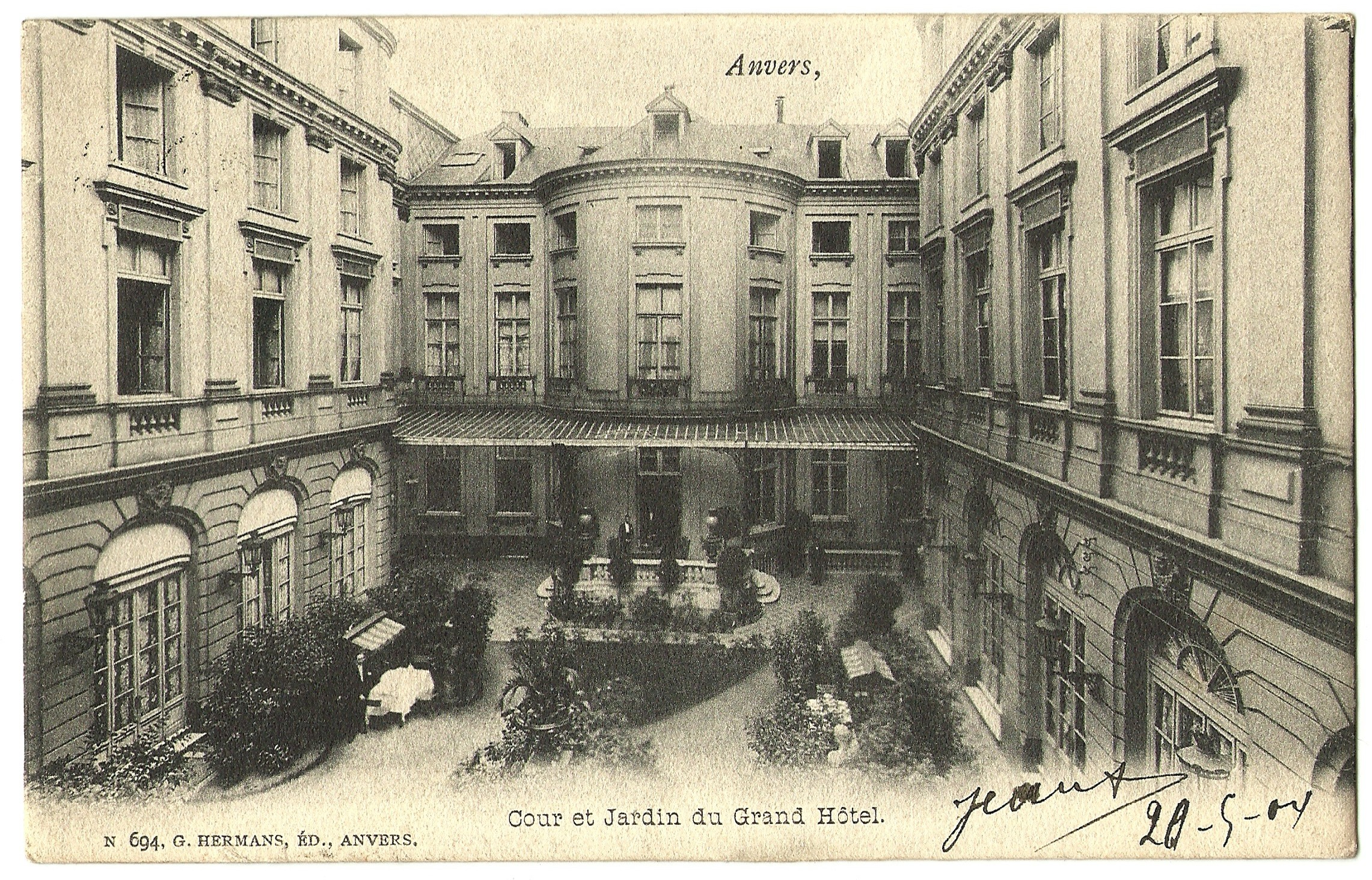
Binnenkoer Grand Hôtel d'Anvers. Huidige pand De Studio, Antwerpen

Ter gelegenheid van de wereldtentoonstelling van 1885 verwachtte Antwerpen een groot aantal welgestelde bezoekers. Aangezien er destijds een gebrek aan luxehotels was, besloten de nazaten van de Caters in de vleugel die nog steeds in de handen van de familie was onder de Société Anonyme du Grand Hôtel d'Anvers een hotel in te richten. Ze lieten de vleugel ombouwen tot luxehotel door de architect Eugène-Emile Esnault-Pelterie. Hij voegde onder meer de zijvleugels met een wintertuin, een leeszaal, biljartzaal, tentoonstellingsruimte, feestzaal en een fronton met inscriptie Grand Hôtel toe aan het geheel.

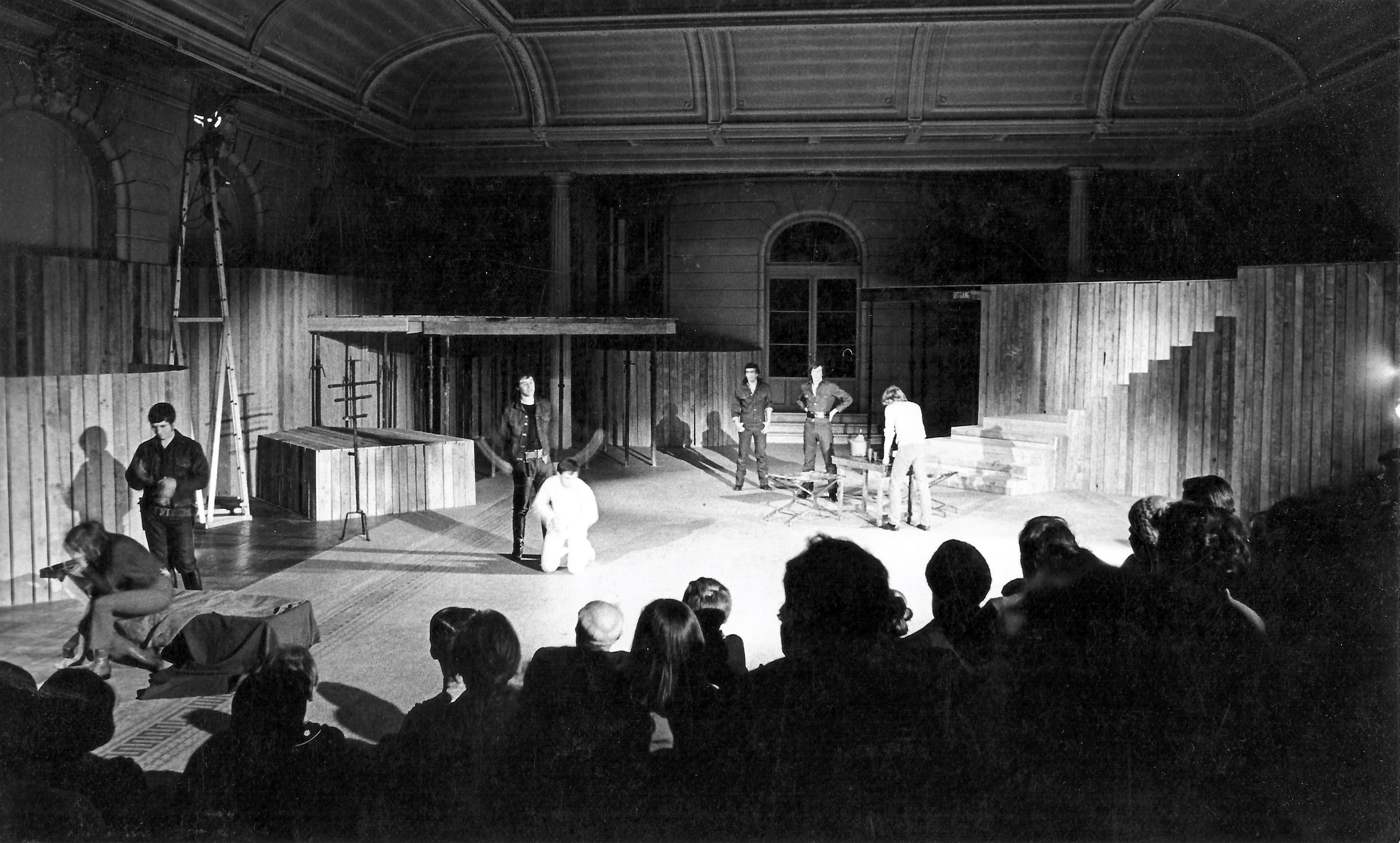
Studio Herman Teirlinck

Tijdens de Eerste Wereldoorlog werd het hotel opgevorderd door de Duitse bezetter als logement voor hogere officieren. Na afloop van de oorlog in 1919 werd het gebouw gekocht door de Banque de Crédit Commercial en werden de salons omgevormd tot een rijkversierde loketruimte met een mozaïekvloer en werden kelders uitgegraven voor een kluizenzaal. Van die tijd dateert ook het smeedwerk voor de ramen van de voorgevel met de initialen van de bank.

### Studio Herman Teirlinck
In 1970 werd de Studio Herman Teirlinck ondergebracht in het pand. In 1995 fuseerden 16 scholen tot Hogeschool Antwerpen en in 2002 ging de acteeropleiding van Studio Herman Teirlinck samen met die van het conservatorium onder leiding van Dora van der Groen. In 2011 kocht de Provincie Antwerpen het pand van de Artesis Hogeschool en schonk deze in erfpacht aan Villanella.